# William Jeon
William „Will“ Jeon ist ein US-amerikanischer Schauspieler.

## Leben
Jeon ist koreanischer Abstammung und spricht die koreanische Sprache fließend. Er besuchte die Canyon High School in Anaheim Hills im kalifornischen Orange County. Bis 2006 studierte er Management Sciences an der University of California, San Diego, 2015 erhielt er seinen Doctor of Pharmacy an der Loma Linda University School of Pharmacy. Seine Ausbildung zum Schauspieler erhielt er an verschiedenen Kursen in Los Angeles.
2013 diente sein Gesicht einem Charakter im Computerspiel GTA V als Vorlage. Erste Rollen als Filmschauspieler erhielt Jeon ab 2017 in einer Reihe von Kurzfilmen. 2018 stellte er in drei Episoden der Fernsehserie David and Olivia? die Rolle des Frank dar. 2019 war er in dem Film Across Sagittarius Street in der Rolle des Kezuo Umazu zu sehen. 2020 übernahm er eine Episodenrolle in der Fernsehserie Stumptown. 2021 folgte die Rolle des Nick Gibson im The-Asylum-Film Triassic Hunt.

## Filmografie (Auswahl)
- 2017: The Death of Language (Kurzfilm)
- 2017: Tadaima (Kurzfilm)
- 2017: The Guitar (Kurzfilm)
- 2017: Red (Kurzfilm)
- 2018: Art in the Dark (Kurzfilm)
- 2018: Jack the Hitcher (Kurzfilm)
- 2018: Divided (Kurzfilm)
- 2018: David and Olivia? (Fernsehserie, 3 Episoden)
- 2018: Lip Reader: Game Of Detective (Kurzfilm)
- 2019: Across Sagittarius Street
- 2020: The Comedown (Kurzfilm)
- 2020: Stumptown (Fernsehserie, Episode 1x17)
- 2020: Dankalicious (Kurzfilm)
- 2021: Triassic Hunt